# Parafia św. Olgi w Moskwie
Parafia św. Olgi w Moskwie – rzymskokatolicka parafia znajdująca się w archidiecezji Matki Bożej w Moskwie w dekanacie centralnym. Kościół mieści się w dzielnicy Lublino. Parafię prowadzą werbiści.

## Historia
Na początku lat 90. XX w. grupa socjologów, którzy zainteresowali się Kościołem katolickim z naukowego punktu widzenia, a następnie zostali katolikami założyła wspólnotę św. Olgi i zarejestrowali ją jako parafię w urzędach. Początkowo działała ona przy parafii św. Ludwika w Moskwie, później w mieszkaniu w dzielnicy Taganka. W 2003 zakupiono budynek dawnego domu kultury, który w latach 90. służył jako dyskoteka. Po remoncie stał on się kościołem parafialnym.